# Eupithecia antaria
Eupithecia antaria es una especie de polilla de la familia Geometridae. La especie fue descrita por primera vez por William Warren habiendo sido descrita en 1906, con distribución en Brasil. El sintipo de la especie fue descrita en los alrededores de São Paulo y el Estado de Paraná.